# 王德仁
王德仁（6世纪—621年6月5日），汲郡人，隋末起义军领袖。

## 生平
614年，王德仁拥有数万部众，在林虑山据守。617年，李密攻克洛口仓，赵、魏以南，江、淮以北，群雄莫不响应，孟让、郝孝德、王德仁及济阴房献伯、上谷王君廓、长平李士才、淮阳魏六兒、李德謙、谯郡張遷、魏郡李文相、谯郡黑社、白社、济北張青特、上洛周比洮、胡驴贼等都归附李密。李密都把他们拜以官爵，使他们各领其众，设置百营簿来管理。618年，李密遣房彦藻东出黎阳分道招慰州县。房彦藻回程走到卫州，王德仁截杀了房彦藻。王德仁占据林虑山，有数万人，四处抢劫，为患数个州县。王德仁杀了房彦藻后，李密派徐世勣征伐他。王德仁战败，五月初十，王德仁和武安郡通守袁子都向唐王李渊投降，李渊以王德仁为邺郡太守。唐朝任命安阳令吕珉为相州刺史，改相州刺史王德仁为岩州刺史。王德仁愤恨不平，八月十二日，将山东大使宇文明达诱骗进林虑山杀害，叛唐归附王世充。621年，洛阳城破，唐高祖命令将王德仁与段达、杨汪、孟孝义、单雄信、杨公卿、郭士衡、郭什柱、董濬、张童仁、朱粲、薛德音、崔弘丹等在洛渚上斩杀。